# Жижич, Александр Викторович
Александр Викторович Жижич (род. 1973, БССР, СССР) — российский серийный убийца, гражданин Белоруссии, совершивший в одиночку и совместно со своим младшим братом Виктором Жижич не менее 7 убийств, сопряжённых с разбоем, в период с 7 января по 27 октября 2003 года на территории Архангельской и Вологодской областей. В 2004 году Александр Жижич был приговорён к пожизненному лишению свободы, а его брат Виктор — к 23 годам тюремного заключения.

## Биография

### Детство и юность
Александр Жижич родился в 1973 году на территории БССР. Свои детские годы Александр вместе со своим братом Виктором провел в социально неблагополучной обстановке. Отец братьев ушел из семьи в конце 1970-х, вследствие чего воспитанием детей занималась в основном мать. В начале 1980-х годов мать Александра стала вести маргинальный образ жизни и увлекаться алкогольными напитками. В конечном итоге она была лишена родительских прав, после чего Александр Жижич и его брат Виктор органами опеки и попечительства были отправлены в детский дом-интернат. Мать братьев после лишения родительских прав покинула территорию БССР и переехала в посёлок Бестужево  (Архангельская область). Согласно свидетельствам Александра и Виктора, после того, как они оказались в детском доме-интернате, они на протяжении нескольких последующих лет подвергались всяческим издевательствам со стороны других детей, что сильно повлияло на их психоэмоциональное состояние. Выпустившись из детского дома, Александр и Виктор вследствие тяжёлой социально-экономической ситуации из-за распада СССР покинули Беларусь и отправились к своей матери в поселок Бестужево. Однако из-за материальных трудностей, в течение последующих лет, Александр и Виктор Жижич вели бродяжнический образ жизни и периодически уезжали в другие города на заработки, зарабатывая на жизнь низкоквалифицированным трудом и совершением краж. В период проживания на территории России Виктор Жижич сумел получить российское гражданство, в то время как Александр являлся гражданином Белоруссии. В силу интровертности Александр Жижич среди знакомых имел репутацию социального изгоя. Правоохранительными органами по месту жительства братья характеризовались с отрицательной стороны и подозревались в совершении ряда преступлений. Александр Жижич характеризовался как скрытный, хитрый человек, склонный к совершению преступлений, который злоупотреблял алкогольными напитками и негативно влиял на своего брата Виктора. Сожительница Виктора Жижича впоследствии утверждала, что Виктор по характеру был более спокойным, но под влиянием старшего брата начинал проявлять по отношению к окружающим агрессивное поведение.

### Убийства
В конце 2002 года братья будучи на заработках на территории Вологодской области приняли решение вернуться к матери в поселок Бестужево. В январе 2003 года, Александр и Виктор, передвигаясь на поезде были высажены из него из-за невозможности оплатить проезд на территории города Сокол (Вологодская область). Познакомившись с 74-летней женщиной, братья попросили ее дать им разрешение переночевать у нее дома, на что она ответила согласием.  Поздно вечером, дождавшись когда хозяйка дома уснула, Александр Жижич зарубил ее с помощью топора, после чего братья похитили из ее дома телевизор, который затем успешно продали скупщикам. Покидая место совершения преступления, братья Жижич подожгли дом. Второе известное на тот момент следствию убийство, Александр и Виктор совершили 22 июня 2003 года. Перебравшись на территорию Архангельской области, Александр и Виктор 20 июня того же года на территории посёлка Лухтонга познакомились с молодой семейной парой. Как и в предыдущем случае, усыпив бдительность новых знакомых и расположив их к себе, Александр и Виктор добились приглашения в дом на ночлег. Прожив у семейной пары два дня, 22 июня  Александр Жижич совершил нападение на мужчину и его жену. Нанеся табуретом несколько ударов спящим людям по жизненно-важным органам и конечностям, Александр убил девушку несколькими ударами шила, после чего он и его брат похитили из дома жертв деньги и вещи, представляющие материальную ценность. Пострадавший мужчина с телесными повреждениями был обнаружен односельчанами и был доставлен в больницу, где и скончался на следующий день из-за осложнений полученных травм. Добравшись в поселок Бестужево, Александр и Виктор Жижич несколько последующих недель прожили вместе с матерью, после чего снова уехали на заработки в Вологодскую область. Последние на тот момент известные следствию убийства братья совершили 27 октября 2003 года в Вожегодском районе Вологодской области. Передвигаясь на поезде, они доехали до железнодорожной станции Явенга, так как у них снова закончились деньги. В поисках ночлега они познакомились с пожилой семейной парой в деревне Екимовская. Усыпив бдительность новых знакомых и расположив их к себе, Александр и Виктор добились приглашения в дом на ночлег, где некоторое время употребляли с хозяином дома алкогольные напитки. Поздно вечером Александр Жижич совершил на пожилую семейную пару нападение, в ходе которого с помощью ножа, топора и шила хладнокровно убил стариков. Женщине Александр Жижич отрубил голову, а ее мужу раздробил голову несколькими ударами обухом топора по голове. Из дома убитых преступники похитили деньги, бензопилу, в том числе вещи, не представляющие особой материальной ценности, такие как лампочки от телевизора, часы, шторы, крупу, муку, сахар. В ходе расследования сотрудники Вожегодского РОВД нашли свидетелей, которые дали милиционерам описание внешности преступников, на основании чего был составлен фоторобот братьев. Все населенные пункты, в которых Александр и Виктор Жижич совершали убийства, были расположены около железнодорожных путей, что позволяло им незамедлительно покинуть место преступления.

### Арест, следствие и суд
Получив фотороботы преступников и их ориентировки, сотрудники Вожегодского РОВД сумели обнаружить Александра Жижича 29 октября 2003 года на территории поселка Коноша (Архангельская область). Его брат Виктор был арестован днем ранее в городе Вельск за совершение кражи из ларька и на момент ареста Александра находился в местном СИЗО. Во время ареста у Александра Жижича был обнаружен ряд вещей, принадлежавший убитым людям, в том числе бензопила. Не выдержав давления следствия, Александр Жижич вскоре признался в совершении 5 убийств, сопряженных с разбоем. Расследованием преступлений братьев занималась Вологодская областная прокуратура и следователь Евгений Корешков. После ареста, Жижич под конвоем был этапирован на места совершения убийств для проведения следственного эксперимента, целью которого было воспроизведение опытным путём действий, обстановки и других обстоятельств, связанных с убийствами. Во время проведения одного из них, Александр Жижич привел следователей к колодцу, куда он с братом выбросили орудие одного из убийств – топор. Согласно стратегии судебного преследования, в отношении братьев было решение провести два судебных процесса - на территории Архангельской и Вологодской областей. Судебный процесс в Вологодской области открылся 14 июля 2004 года. Материалы их уголовного дела заняли 11 томов. 22 июля того же года вердиктом присяжных заседателей Александр Жижич был признан виновным в совершении 5 убийств. Через 6 дней, 28 июля 2004 года суд назначил Александру Жижичу уголовное наказание в виде пожизненного лишения свободы. Его брат Виктор Жижич получил в качестве уголовного наказания 23 года лишения свободы. Во время вынесения приговора братья сохраняли спокойствие и полное хладнокровие, однако после вынесения приговора младший брат Виктор заявил о том, что он невиновен по одному из эпизодов дела. После суда на территории Вологодской области Александр Жижич был этапирован на территорию Архангельской области, где предстал перед Вельским районным судом  по обвинению в совершении убийств, совершенных на территории Архангельской области. 29 декабря 2004 года Александр Жижич был признан виновным в краже и был приговорен к своему второму пожизненному сроку.

### В заключении
После суда Александр Жижич был этапирован в «исправительную колонию № 18 Управления Федеральной службы исполнения наказаний по Ямало-Ненецкому автономному округу», более известную как Полярная сова. В 2017 году он подал апелляцию в суд Ямало-Ненецкого автономного округа с просьбой отменить ему приговор  в виде пожизненного лишения свободы и смягчить приговор на основании Федеральных законов от 29 июня 2009 года № 141-ФЗ и 7 марта 2011 года № 26-ФЗ ,улучшающих положение осужденного. Изучив апелляцию, апелляционный суд постановил: по приговору Вологодского областного суда от 28 июля 2004 года - смягчить уголовное наказание Жижичу по ч. 2 ст. 167 УК РФ до 2 лет 11 месяцев лишения свободы и смягчить наказание по п. «а» ч. 2 ст. 158 УК РФ до 2 лет 11 месяцев лишения свободы. Однако на основании на основании ч. 3 ст. 69 УК РФ по совокупности преступлений считать Александра Жижича осужденным к наказанию в виде пожизненного лишения свободы. По приговору Вельского районного суда Архангельской области от 29 декабря 2004 года суд также постановил смягчить уголовное наказание Жижичу по п.п. «б», «в» ч. 2 ст. 158 УК РФ до 2 месяцев принудительных работ, однако на основании ч. 5 ст. 69 УК РФ считать его осужденным к наказанию в виде пожизненного лишения свободы. Александ Жижич выразил протест против решения суда, заявив что сокращения сроков лишения свободы по отдельным пунктам обвинения не повлекло смягчения наказания в виде пожизненного лишения свободы, вследствие чего такое решение не улучшило его положение, а только формально изменило приговор, что является дискриминацией его прав и нарушением положений ст. 80 УК РФ.
Отбыв в заключении 18 лет, Александр Жижич связался с прокуратурой Архангельской области и дал признательные показания в совершении еще 2 убийств, которые он совершил 9 июля 2003 годана территории посёлка Солгинский (Вельский район Архангельской области). После этого Александр Жижич покинул территорию исправительной колонии и под конвоем был доставлен на территорию Архангельской области. Осенью 2021 года в частном доме на территории поселка  был проведен следственный эксперимент, целью которого было воспроизведение опытным путём действий, обстановки и других обстоятельств, связанных с убийствами двух мужчин. Во время проведения следственного эксперимента, Жижич заявил, что в день убийства он со своими жертвами занимался совместным распитием алкогольных напитков, после чего между ними и Александром завязался конфликт, в ходе которого он избил и убил их. Александр Жижич был осужден дополнительно к 12 годам заключения. Таким образом, количество его жертв возросло до 7 человек.